# Eunoë (drottning av Mauretania)
Eunoë var drottning av Mauretania, gift med kung Bogud av Mauretania. Hon är även känd för ett kortvarigt förhållande med Julius Caesar.. 

## Eunoë i litteraturen

### Suetonius
Den främsta litterära källan är en kort mening hos Suetonius i dennes caesarbiografi:
"Dilexit et reginas, inter quas Eunoen Mauram Bogudis uxorem, cui maritoque eius plurima et immensa tribuit, ut Naso scripsit."

"Han uppvaktade också drottningar, bl.a. Eunoe, hustru till moriske Boguds, som han överöste med gåvor, efter vad Naso har skrivit."
(Suetonius, Divus Iulius, LII) 

### Li fet des Romains
Eunoë omnämns även i det franska medeltidsverket Faits des Romains, där författaren broderar ut Suetonius korta beskrivning.